# Xestomnaster chrysochlorus
Xestomnaster chrysochlorus är en stekelart som först beskrevs av Walker 1846.  Xestomnaster chrysochlorus ingår i släktet Xestomnaster och familjen puppglanssteklar. Arten är reproducerande i Sverige. Inga underarter finns listade i Catalogue of Life.